# Diogmites tau
Diogmites tau är en tvåvingeart som beskrevs av Osten Sacken 1887. Diogmites tau ingår i släktet Diogmites och familjen rovflugor. Inga underarter finns listade i Catalogue of Life.